# 拉里奇峰

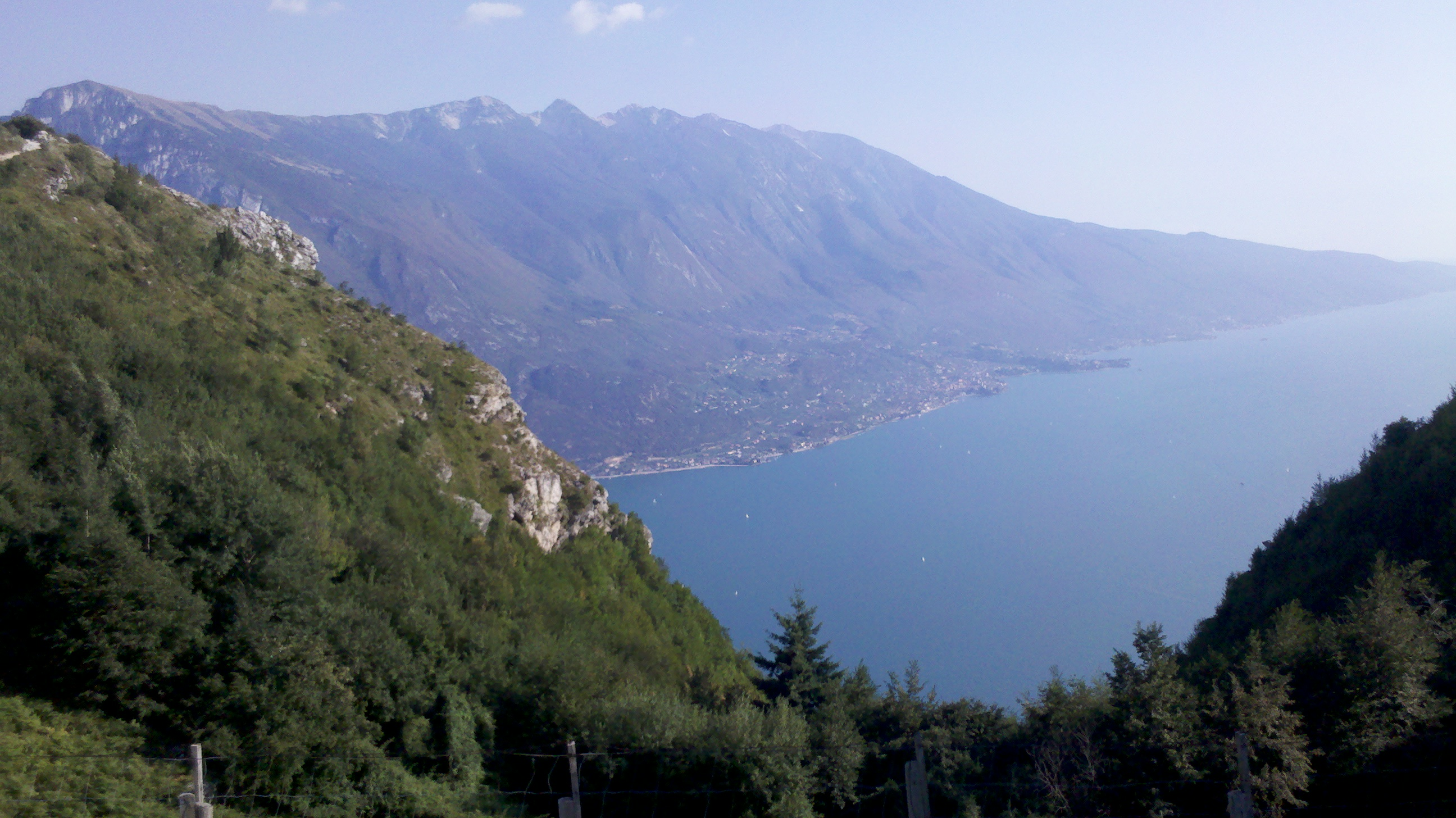

45°50′07″N 10°48′59″E / 45.83531°N 10.81636°E
拉里奇峰（義大利語：Punta Larici），是意大利的山峰，位於該國東北部，處於布雷西亞省和特倫托自治省接壤的邊界，屬於加達山脈的一部分，海拔高度907米。